# Rodolphe Modin
Pas d'image ? Cliquez ici

a Compétitions nationales et continentales officielles uniquement.

b Matchs officiels uniquement.
Rodolphe Modin, né à Gennevilliers (Île-de-France) le 26 mars 1959, est un joueur de rugby à XV, ayant joué avec l'équipe de France et avec le CA Brive au poste de demi de mêlée (1,78 m pour 78 kg).
Après avoir remporté le championnat de France Reichel avec le Racing club de France (finale gagnée 30 à 0 contre le Biarritz olympique de Serge Blanco), Rodolphe Modin part pour un an au CA Brive. À la fin de la saison, le club échouant aux portes des huitièmes de finale pour la première fois en plusieurs années, il décide de rester un an de plus. Il y passe finalement treize saisons.
Longtemps capitaine du CA Brive, il y est entraîneur-joueur pendant quelques mois fin 1988. Il prend sa retraite en 1991, à la suite d'un problème persistant à la hanche.

## Carrière de joueur

### En club
- CSM Gennevilliers
- -1978 : Racing club de France
- 1978-1991 : CA Brive

### En équipe nationale
Il a disputé un match le 2 juin 1987 contre le Zimbabwe, lors de la coupe du monde. Il marque trois essais (tout comme Didier Camberabero) sur les treize marqués par la France ce jour-là.
Il a également disputé un match non officiel contre l'Uruguay en 1985.

### Avec les Barbarians
Le 7 octobre 1987, il joue avec les Barbarians français contre le Penarth RFC à Penarth au Pays de Galles. Les Baa-Baas l'emportent 48 à 13.

## Statistiques

### Coupe du monde
| Édition                            | Rang      | Résultats France | Résultats Modin | Matchs Modin |
| ---------------------------------- | --------- | ---------------- | --------------- | ------------ |
| Nouvelle-Zélande et Australie 1987 | Finaliste | 4 v, 1 n, 1 d    | 1 v, 0 n, 0 d   | 1/6          |

Légende : v = victoire ; n = match nul ; d = défaite.

## Palmarès

### En club
- Coupe Frantz Reichel :
  - vainqueur (1): 1978 avec le RCF
- Coupe de France:
  - demi-finaliste (1): 1985 avec Brive

### En équipe nationale
- Nombre de sélections : 1 en 1987 (+1 non officielle en 1985)
- Points marqués : 12 (3 essais)
- Coupe du monde
  - 1987 : 1 sélection (Zimbabwe)